# Vicko Zmajević
Vicko Zmajević, hrvaški nadškof in politik, * 23. december 1670, Perast, Beneška republika (sedaj Črna gora), † 1745, Zadar, Beneška republika (sedaj Hrvaška).
Vicko Zmajevič, starejši brat Matije Zmajevića, je bil barski in zadarski nadškof, znamenit cerkveni dostojanstvenik, pisatelj in ugleden politik. Študij filozofije in teologije je dokončal v Rimu. V letih 1701 do 1713 je bil nadškof v Baru, nato pa v Zadru. Kot pisatelj je pisal cerkvenozgodovinske in dogmatske razprave v italijanskem, latinskem in albanskem jeziku. V svojem času je bil eden od najuglednejših cerkvenopolitičnih oseb na ozemlju Balkana. V letih, ko je služboval v Zadru, je tam ustanovil semenišče za »duhovnike - glagoljaše«.